# Fiamma Izzo d'Amico
Fiamma Izzo d'Amico (Roma, 1964) és una soprano i actriu de doblatge italiana. Després de guanyar la Competició de Toti Dal Monte va debutar l'any 1984 com a Mimì (personatge de la Bohème) a Treviso, repetint el rol a Filadèlfia, Houston, Mòdena, Gènova i Oslo (1988). També va interpretar Voletta a Bolonya. L'any 1988 va cantar Tosca i el 1990 va interpretar Manon. El 1986 va realitzar una gravació de l'òpera Don Carlos de Verdi juntament amb Josep Carreras i Ferruccio Furlanetto; el 1987 va publicar un disc d'àries d'òpera i el 1989 va realitzar una gravació de l'òpera La Bohème juntament amb Luciano Pavaroti i Roberto Servile. Durant la segona dècada dels anys noranta va retirar-se de la música i va dedicar-se al doblatge de pel·lícules i series. El 2008 va guanyar el Leggio d'Oro a la direcció de doblatge.